# Distance fog

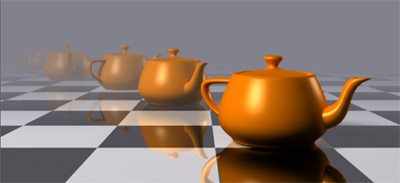
Esempio di distance fog in una scena renderizzata.

La distance fog (letteralmente nebbia di distanza) è una tecnica usata nella computer grafica 3D per migliorare la percezione delle distanze simulando la nebbia.
Molti motori grafici utilizzano un gradiente di nebbia per fare in modo che gli oggetti lontani dal punto di vista risultino progressivamente più confusi dalla foschia. Questa tecnica risulta realistica perché in natura la diffrazione fa apparire gli oggetti lontani meno definiti.
Nei videogiochi degli anni novanta, quando la capacità di calcolo non era sufficiente a renderizzare le scene su lunghe distanze, venivano impiegati algoritmi di clipping per tagliare i poligoni lontani. L'effetto poteva risultare di bassa qualità, quindi si riuscì a migliorarne il realismo applicando una nebbia di medio raggio in modo che gli oggetti comparissero gradualmente da essa.